# Willem Cornelisz Backer

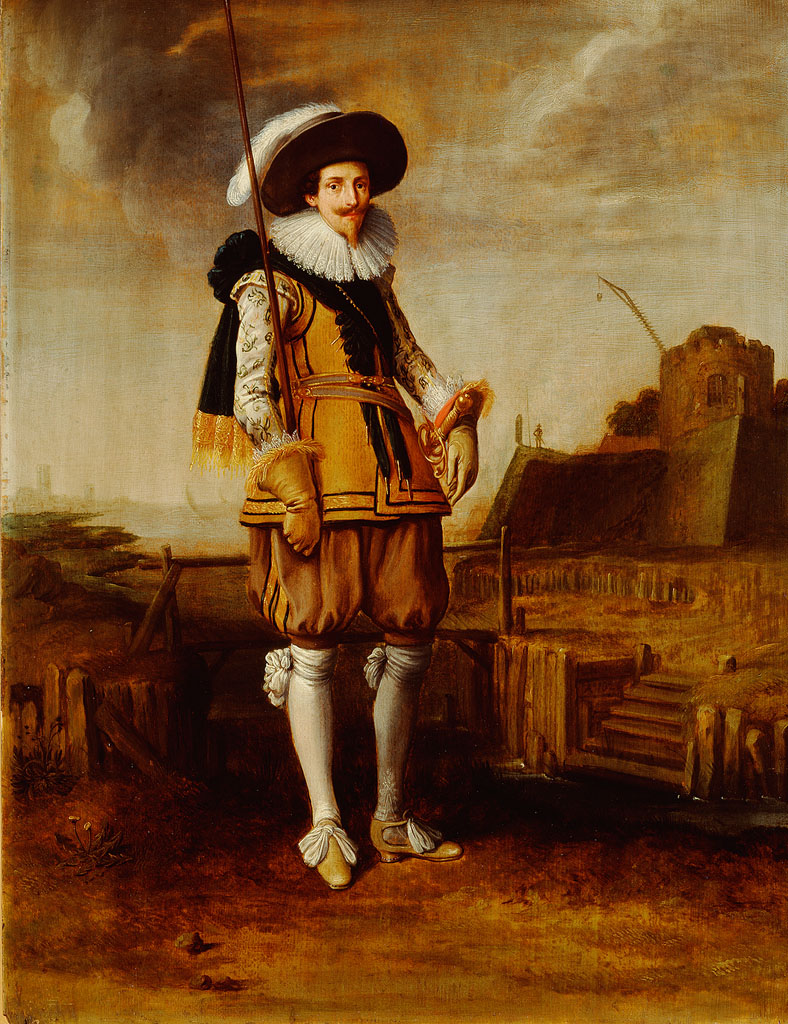
Willem Backer, Porträt von Anthonie Palamedesz

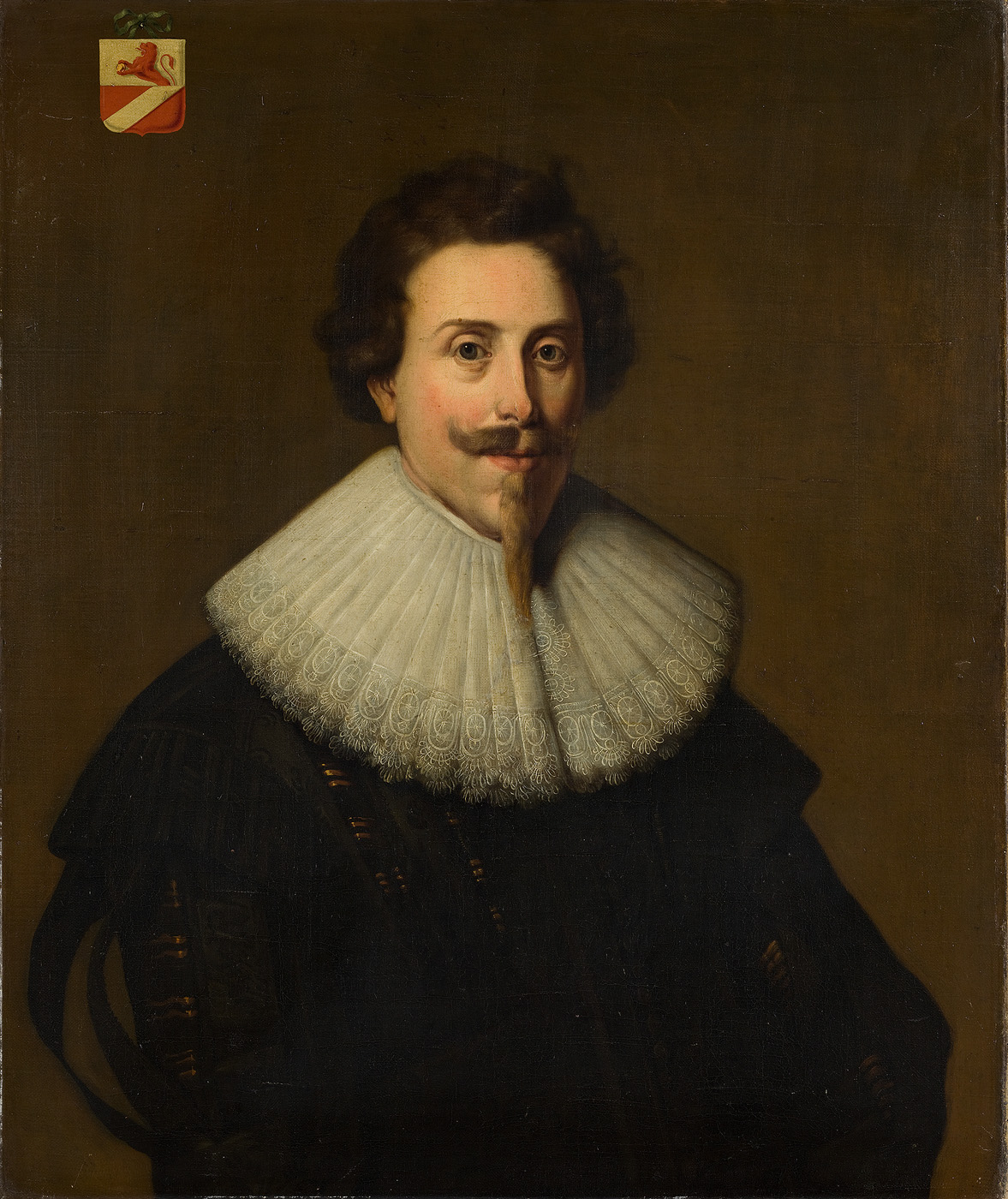
Willem Backer, Porträt eines unbekannten Künstlers

Willem Backer (* 17. April 1595 in Amsterdam; † 5. Oktober 1652 ebenda), Ritter von St. Michael, war ein Amsterdamer Regent des Goldenen Zeitalters.

## Biografie
Backers Eltern waren Cornelis Jorisz Backer aus dem Patriziergeschlecht der Backer, und Grietge Willemsdr. Im Jahre 1625 gelangte er in die Amsterdamer Vroedschap. Innerhalb dieser gehörte er der calvinistischen Minderheit an. Backer bekleidete zeitlebens viele Magistratsposten und war Kapitän der Bürgergarde. Im Jahre 1627 ehelichte er Bregitta Spiegel (1606–68), mit welcher er acht Kinder zeugte. Im Jahre 1632 wurde er als Offizier dieser bei der Besetzung Nijmegens hinzugezogen. Backers erste Amtszeit als Bürgermeister fiel in das Jahr 1639; weitere folgten in den Jahren 1642, 1645, 1647 und zuletzt 1651. Zwischen den Jahren 1640 und 1643 trat Backer als Bewindhebber (Leiter, Vorsitzender) der Amsterdamer Kammer der Niederländischen Ostindien-Kompanie auf. Im Jahre 1647 ernannte ihn der Doge von Venedig zum Ritter. Zwischen den Jahren 1648 und 1650 war er Mitglied in den Generalstaaten. Backer hinterließ verschiedene Manuskripte und Schriften über die Beratungen in den Staaten von Holland und genealogische Schriften über seine Familie nach, welche sich heutzutage im Historischen Archiv der Stadt Amsterdam befinde.